# Stockenboi
Stockenboi  är en ort och kommun  i Österrike. Den ligger i distriktet Villach-Land i förbundslandet Kärnten. Kommunens administrativa huvudort är Zlan.
Kommunen består av tolv orter (Ortschaften) (inom parentes invånarantal 1 januari 2024):

- Aichach (81)
- Alberden (57)
- Drußnitz (11)
- Gassen (160)
- Hammergraben (23)
- Hochegg (64)
- Hollernach (12)
- Liesing (5)
- Mauthbrücken (45)
- Mösel (20)
- Ried (61)
- Rosental (0)
- Scharnitzen (35)
- Seetal am Goldeck (0)
- Stockenboi (236)
- Tragail (144)
- Unteralm (38)
- Weißenbach (6)
- Wiederschwing (43)
- Ziebl (127)
- Zlan (382)